# Washington (Louisiane)
Cet article concerne la ville de Louisiane. Pour l’État américain, voir Washington (État). Pour la capitale des États-Unis, voir Washington, D.C. Pour les autres significations, voir Washington.
Washington est une ville de la paroisse de Saint-Landry en Louisiane.

## Géographie
D'après le Bureau du recensement des États-Unis, la ville couvre une surface de 2,3 km2, presque entièrement composée de terres.

## Personnalités liées à la ville
- Gordon (esclave)